# 神戸市立広陵中学校
神戸市立広陵中学校（こうべしりつ こうりょうちゅうがっこう）は、兵庫県神戸市北区にある公立中学校である。

## 沿革
- 1980年（昭和55年） - 神戸市北区筑紫が丘3丁目4番地1（現在の筑紫が丘小学校）に開校。
- 1987年（昭和62年） - 現在の校舎へ移転。

## 部活動

### 運動部
- 野球部
- ソフトテニス部
- 卓球部
- 男子バスケットボール部
- 女子バレーボール部

### 文化部
- 吹奏楽部
- 美術部

## 周辺
- 広陵小学校
- 筑紫が丘小学校
- 山の街ゴルフセンター
- イオンつくしが丘店

## 卒業生
- 日和佐篤 - ラグビー選手（トップリーグ新人賞、サントリーサンゴリアス、ラグビー日本代表）
- 石岡諒太 - 元プロ野球選手
- 金丸夢斗 - プロ野球選手（中日ドラゴンズ）
- 尾辻かな子 - 衆議院議員
- 大野雄一郎 - 元朝日放送テレビアナウンサー

## 交通アクセス
- 神戸電鉄 山の街駅より阪急バス筑紫が丘5丁目行きにて広陵中学校前下車。徒歩1分
- 神戸電鉄・神戸市営地下鉄北神線谷上駅より阪急バス筑紫が丘5丁目行きにて広陵中学校前下車。徒歩1分
- 車　有馬街道神戸･三田線（R428）を北上し、大正坊交差点を右折

## 通学区域が隣接している学校
- 神戸市立山田中学校
- 神戸市立大原中学校
- 神戸市立桜の宮中学校
- 神戸市立小部中学校